# Агентство НАТО з керування програмою розвитку системи раннього повітряного попередження та управління
Агентство НАТО з керування програмою розвитку системи раннього повітряного попередження та управління (англ. NATO Airborne Early Warning and Control Programme Management Organisation, NAPMO) — організація Північноатлантичного альянсу, головним завданням якої є контроль стану повітряної і надводної обстановки для проведення комплексного аналізу і оцінки обстановки і змін у театрі військових дій, оцінки виникаючих загроз з урахуванням загальних тенденцій оперативно-стратегічної обстановки, попередження (сповіщення) про ракетноавіаційний напад та участь в безпосередньому управлінні виділеними силами і засобами повітряних сил НАТО при відбитті повітряного удару противника. До організації входять 16 країн-членів Альянсу. Організація безпосередньо підпорядкована Північноатлантичній раді.

## Історія створення
У другій половині 1970-х років вище керівництво Організації Північноатлантичного договору зіткнулося з проблемою радіолокаційного забезпечення управління повітряним рухом, а також проблемою контролю порядку використання повітряного простору та радіолокаційного забезпечення вирішення кризових ситуацій у повітрі у мирний час. Велися також дискусії щодо контролю пересування надводних кораблів. На думку Верховного головнокомандувача об'єднаними збройними силами НАТО в Європі літак має бути оснащений цілим комплексом технічних засобів та мати розвинуту систему інформаційного обміну. До нової програми були залучені спочатку 13 країн-членів НАТО (пізніше 16 країн-членів і 1 країна-спостерігачі). У 1977 році Велика Британія створила власну (національну) програму дальнього радіолокаційного виявлення, але згодилась співпрацювати у новій програмі НАТО. На сьогодні її участь в Організації обмежена.
У грудні 1978 році відповідно до основних положень НАТО 1951 року, організація офіційна запрацювала. В результаті міжнародних угод, що були ратифіковані країнами-учасницями Альянсу, контроль за організацією, а також відповідальність була покладена на Північноатлантичну раду, яка один раз на рік доповідає на своєму засіданні щодо діяльності Організації.

## Структура

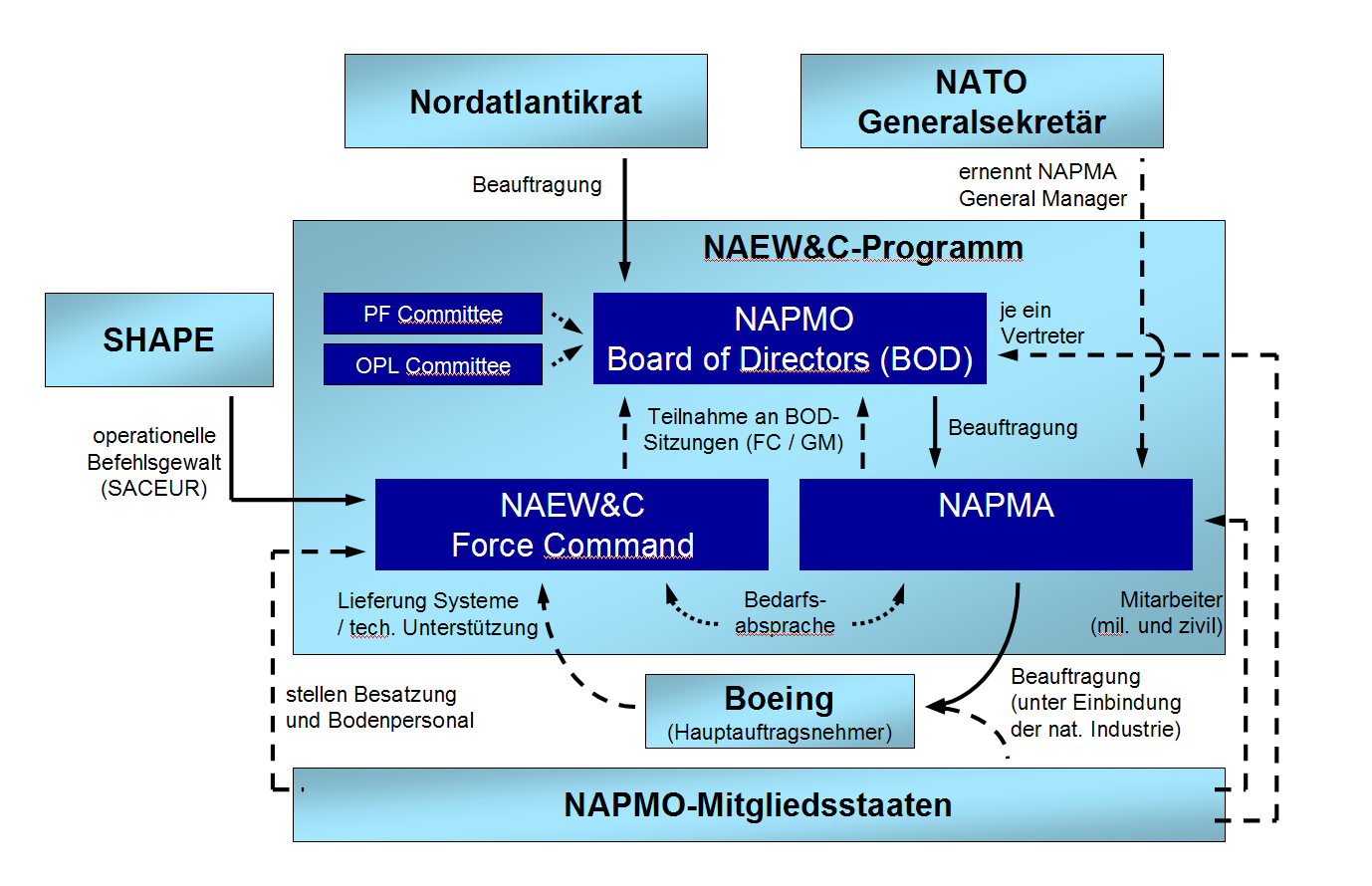
Структура Організації

Найвищим органом організації є Рада директорів. Це незалежний орган, який виконує, передусім, наглядові та контролюючі функції організації. До Ради входять представники від кожної країни-учасниці Організації, окрім Румунії і Франції, які є офіційними спостерігачами Організації, та Великої Британії, участь якої в Організації обмежена. До структури Організації також входять два комітети: фінансово-правовий (англ. Policy and Finance (PF) Committee), який розглядає і примає рекомендації Ради директорів, що відносяться до його компетенції (правова та фінансова площина), та комітет планування і логістики (англ. Operations, Plans, and Logistics (OPL) Committee), який готує рекомендації, розглядає питання щодо технічного забезпечення тощо.
Виконавчим органом Організації є Агентство з управління NAPMA (англ. NAEW&C), яке складається з військового та цивільного персоналу (близько 120 осіб) усіх країн-учасниць Організації. Штаб-квартира головного органу розділена на функції, що виконує і знаходиться в Брюнсумі (Нідерланди), Брюсселі (Бельгія), Монсі (Бельгія), Манхінзі (Німеччина) і Бостоні (США).
Агентство з управління має 5 основних відділів:
- відділ з управління програми (англ. Programme Management Division), який відповідає за реалізацію проектів та оперативних військових потреб;
- відділ підтримки (англ. Programme Support Division), який несе відповідальність за укладення контрактів;
- відділ фінансового контролю (англ. Financial Controller's Office), який відповідає за фінансове планування, облік і аналіз витрат;
- відділ ресурсів і загальних послуг (англ. Human Resources and General Services Office), який відповідає за всі питання, що стосуються персоналу, безпеки, адміністративної підтримки;
- інженерно-технічний відділ (англ. NAEW&C Engineer’s Office), який відповідальний у питаннях забезпечення основних потреб Організації.

## Країни-члени
| - Бельгія - Данія - Німеччина - Франція (спостерігач) - Гренландія - Італія | - Канада - Люксембург - Нідерланди - Норвегія - Польща - Португалія | - Румунія - Іспанія - Туреччина - Велика Британія (участь обмежена) - Угорщина - США |

## Скорочення
| Абревіатура | Оригінал                                                                  | Значення                                                                     |
| ----------- | ------------------------------------------------------------------------- | ---------------------------------------------------------------------------- |
| AEW         | Airborne Early Warning                                                    | Система раннього попередження                                                |
| AWACS       | Airborne Warning and Control System                                       | Дальне радіолокаційне виявлення                                              |
| FOB         | Forward Operating Base                                                    | Передова оперативна база                                                     |
| FOL         | Forward Operating Location                                                | Оперативне розташування                                                      |
| MOB         | Main Operating Base                                                       | Головна оперативна база                                                      |
| NACMA       | NATO Air Command and Control System Management Agency                     | Агентство НАТО з управління повітряно-десантних систем управління і контролю |
| NADGE       | NATO Air Defence Ground Environment                                       | Наземна мережа ППО НАТО                                                      |
| NAEW&C      | NATO Airborne Early Warning and Control                                   | Сили раннього повітряного виявлення                                          |
| NAEW&C FC   | NATO Airborne Early Warning and Control Force Command                     | штаб-квартира командування силами раннього виявлення                         |
| NAMSA       | NATO Maintenance and Supply Agency                                        | Агентство НАТО з технічного забезпечення                                     |
| NAPMA       | NATO Airborne Early Warning and Control Programme Management Agency       | Виконавчий орган Організації                                                 |
| NAPMO       | NATO Airborne Early Warning and Control Programme Management Organisation | Організація НАТО з керування програмою розвитку системи ДРЛВіУ               |
| NAPMO BOD   | NAPMO Board of Directors                                                  | Рада директорів Організації                                                  |
| NAPO        | NATO AEW&C Programme Office                                               | Бюро Організації з планування та експлуатації                                |
| NE-3A       | NATO E-3A                                                                 | Розвідувальний літак                                                         |
| TCA         | Trainer/Cargo Aircraft                                                    | Транспортний літак                                                           |